# Росішківська сільська рада (Тетіївський район)
| Росішківська сільська рада — орган місцевого самоврядування у Тетіївському районі Київської області з адміністративним центром у с. Росішки. Історична дата утворення: в 1919 році. Водоймища на території, підпорядкованій даній раді: річка Росішка. Сільській раді були підпорядковані населені пункти: - с. Росішки |

## Склад ради
Рада складалась з 12 депутатів та голови.

### Керівний склад ради
| ПІБ                       | Основні відомості                                                         | Дата обрання | Дата звільнення |
| ------------------------- | ------------------------------------------------------------------------- | ------------ | --------------- |
| Щербюк Валентина Павлівна | Сільський голова, 1962 року народження, освіта, позапартійна              | 26.03.2006   | 31.10.2010      |
| Щербюк Валентина Павлівна | Сільський голова, 1962 року народження, освіта вища, член Партії регіонів | 31.10.2010   |                 |

Примітка: таблиця складена за даними джерела